# Конево (Разградская область)
Конево (болг. Конево) — село в Болгарии. Находится в Разградской области, входит в общину Исперих. Население составляет 118 человек.

## Политическая ситуация
Кмет (мэр) общины Исперих — Адил Ахмед Решидов (Движение за права и свободы (ДПС)) по результатам выборов в правление общины.